# 란터우섬
란터우섬(중국어 정체자: 烂头岛, 간체자: 爛頭島, 한어 병음: Làntóu Dǎo 란터우다오[*], 월병: Laan6tau4 Dou2 란타우도[*] Lantau Island) 또는 다위산섬(중국어 정체자: 大嶼山, 간체자: 大屿山, 한어 병음: Dàyǔshān 다위산[*], 월병: Daai6jyu4saan1 다이위산[*] Tai Yue Shan) 또는 은 홍콩에서 가장 넓은 섬이다.
홍콩의 서부 해역에 있으며, 면적은 147 km2이다. 섬의 대부분은 행정구역상 레이도구(중국어: 離島區, Islands District)에 속하고, 북동쪽 일부는 췬완구(荃灣區)에 속한다.
1278년, 몽골 제국에 쫓기던 남송(南宋)의 마지막 황제 소제가 이 곳에서 즉위했다.
1998년 7월 6일 홍콩 국제공항이 섬의 북쪽에 인접한 첵랍콕섬(赤鱲角)에 개항하였고, 2005년 9월 홍콩 디즈니랜드가 섬의 북부에 개장하였다. 공항 개항에 맞춰 공항 및 둥충 지구와 도심(가우룽, 홍콩섬)을 연결하는 홍콩 지하철(둥충선, 지창콰이선)이 개통하였다. 섬에는 홍콩 MTR이 관리하는 옹핑 360 케이블카가 있다.

## 같이 보기
- 홍콩 8호 간선
- 완산 군도